# 곽범
곽범(郭範, 1986년 11월 1일 ~ )은 대한민국의 희극 배우다.

## 생애
곽범은 1986년 11월 1일, 전북특별자치도 전주시에서 태어났다.
유년 시절부터 개그 욕심이 있었다고 한다. 
공채 개그맨이 되기 전에는 개그왕이라는 극단에서 활동하거나, 다양한 행사에서 사회 진행하는 일을 했다. 2008년부터 4년간 공채 시험에 도전하여, 2012년 KBS 공채 27기 개그맨이 되었다.
개그콘서트 종영 후, 유튜브 빵송국을 열어 많은 사랑을 받고 있다.

## 출연작
- KBS 《개그콘서트》

《오성과 한음》
《좀도둑들》
《리얼토크쇼》
《건달의 조건》
《불편한 진실》
《아빠와 아들》
《로비스트》
《시청률의 제왕》
《배꼽도둑》
《미안해요 형》
《초근접 현미경》
《힙합의 신》
《10년 후》
《도찐개찐》
《일당뛰어》
《나는 킬러다》 삼형제 킬러 빨노파(노랑) 역
《과대명상》
《리액션 야구단》
《초능력자》 곽실버→뮤직곽→타임스역
《가족같은》
《넘사벽》 연탄역
《솔까 홈쇼핑》
《명탐정 송길동》
《사랑이 LARGE》
《장스타 Ent》
《줌 in 줌 out》
《다시보기》
《핵갈린 늬우스》
《비트는 동화》
《창과 방패》
《사랑 참 어렵다》 남자친구 역
《내꺼하자》
《아무말 대잔치》
《누가 녹음》녹음자 역
《일당 Back》
《봉숭아학당》 우엉재 역
《촌's Love》마을 주민 2 역
《뷰티잉사이드》
《그만 했으면회》
- JTBC《장르만 코미디》
- KBS《생존게임 코드레드》
- MBC 《심야괴담회》게스트, 2023년 10월 10일
- tvN 《놀라운 토요일》게스트, 2023년 11월 11일

### 영화
- 《발리와 용감한 녀석들 3》 목소리 더빙

### 드라마
- 골프왕 왁희 - 왁희 역
- JTBC 《비밀은 없어》 - 곽범 역 (특별출연)

### 공연
- 《심형래 유랑극단》 곽포졸 역
- 《심형래쇼》 곽포졸 역
- 스탠드업코미디 까브라더쑈

## 예능
- 《노빠꾸 탁재훈》- 게스트
- 《선미의 SHOW 터뷰》- 게스트
- 《텤도 없는 것들》- 진행자
- 《감별사》- 게스트
- 《라면꼰대 5》- 게스트

## 수상
- 2022년 KBS 연예대상 베스트 아이콘상 (사장님 귀는 당나귀 귀)

## 유행어
- 알갔씁다~~(알겠습니다.)(미안해요 형)
- 도찐 개찐! 도찐 개찐!(도찐개찐)
- 빨노파다!(나는 킬러다)
- 실패다.(나는 킬러다)
- 멸치야~(넘사벽)
- 벰벰벰~!(장스타 Ent)
- 은영아~ 나 00시간에 이러고 있다~ (사랑 참 어렵다)
- 키 작아도 괜찮아(괜찮아괜찮아)
- 선생님 그럴 때 있잖아요(봉숭아 학당)
- 또 또 또 나왔다(봉숭아 학당)

## 같이 보기
- 매드몬스터